# 버추얼 시네마토그래피
버추얼 시네마토그래피(Virtual cinematography)는 컴퓨터 그래픽스 환경에서 수행되는 일련의 영화 촬영 기술이다. 여기에는 실제 객체를 촬영하는 것과 같은 다양한 주제가 포함되며, 실제 객체를 3차원 객체로 재현하기 위한 목적으로 스테레오 또는 다중 카메라 설정을 사용하는 경우가 많으며 실제 및 시뮬레이션된 카메라 각도를 자동으로 생성하기 위한 알고리즘도 포함된다. 버추얼 시네마토그래피를 사용하면 불가능한 카메라 각도에서 장면을 촬영하고, 애니메이션 영화의 사진을 만들고, 컴퓨터 생성 효과의 모양을 조작할 수 있다.

## 소프트웨어
- 오토데스크 마야는 Windows, OS X 및 Linux에서 실행되는 3D 컴퓨터 그래픽 소프트웨어이다.
- 3ds 맥스는 Windows 전용 3D 애니메이션, 모델, 게임 및 이미지 제작을 위한 전문 3D 컴퓨터 그래픽 프로그램이다.
- 블렌더 (소프트웨어)는 DIY 가상 촬영 감독을 위한 애니메이션 영화, 시각 효과, 예술, 3D 인쇄 모델, 대화형 3D 애플리케이션 및 비디오 게임 제작에 사용되는 자유 오픈 소스 3D 컴퓨터 그래픽 소프트웨어 제품이다.
- Arius3D의 포인트스트림 소프트웨어는 일반적으로 멀티 카메라 설정에서 픽셀과 그 움직임을 추적 단위로 사용하는 전문적인 고밀도 모션 캡처 및 광학 흐름 시스템이다.

## 같이 보기
- 확장 현실
- 불쾌한 골짜기